# Stadio Príncipe Felipe
Lo stadio Príncipe Felipe è uno stadio situato a Cáceres, in Spagna. Lo stadio è stato inaugurato il 26 marzo 1977. Lo stadio ospita le partite casalinghe del Club Polideportivo Cacereño.